# Fase imperial

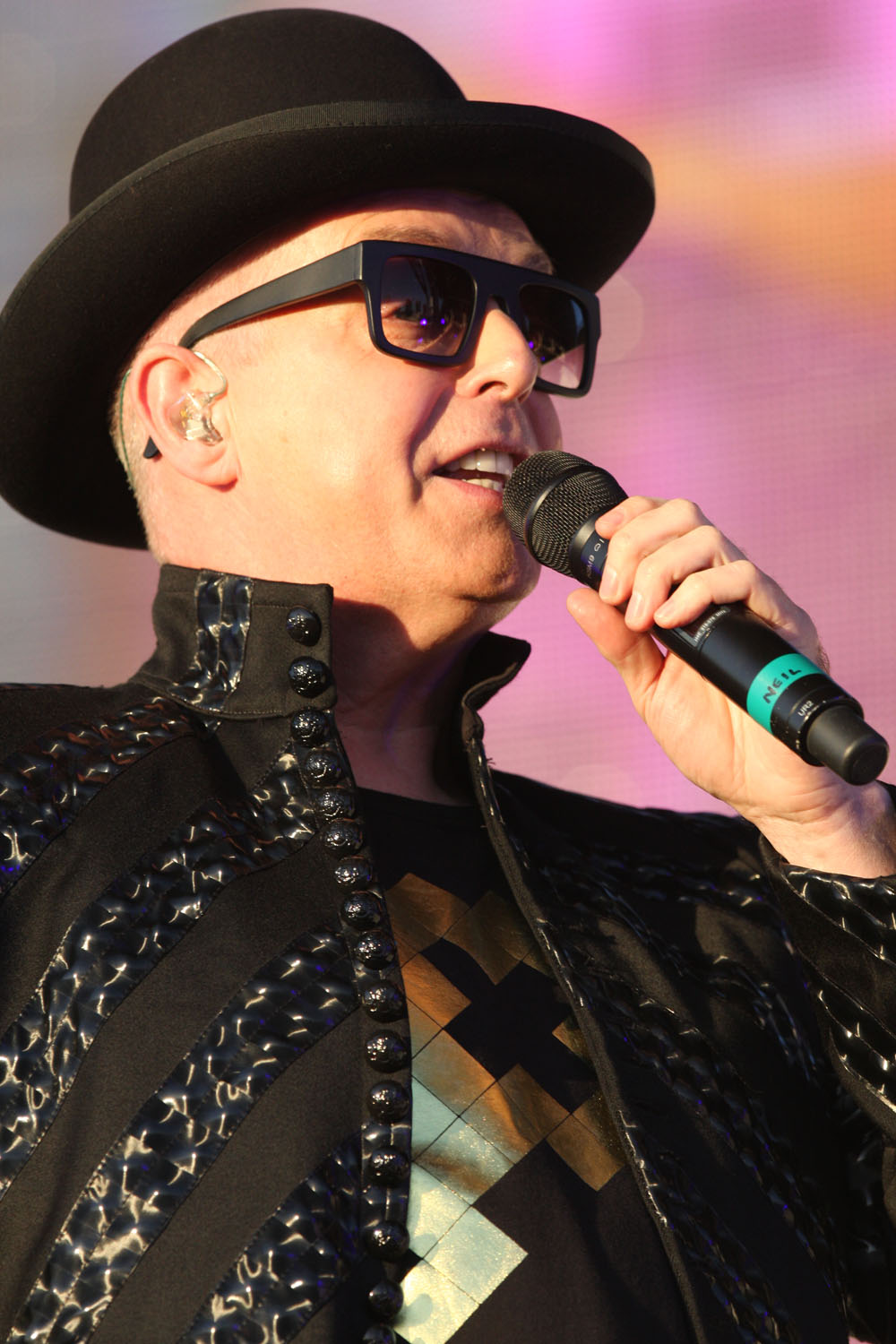
Neil Tennant creó el concepto en 1988.

La fase imperial es un término empleado en la industria musical para definir el período en el que se considera que un artista está en su apogeo comercial y creativo simultáneamente. Generalmente coincide con la etapa de mayor popularidad del artista, pero no siempre.
La frase fue acuñada por Neil Tennant, vocalista de los Pet Shop Boys, para describir los sentimientos del grupo en 1988; luego del lanzamiento de «Domino Dancing». Hasta entonces la banda había lanzado tres sencillos que alcanzaron el número 1 sucesivamente y era considerada la mejor de su género; Domino Dancing fue el último sencillo que entró en el top 60 y marcó el final de su fase imperial.

## Uso
La fase imperial ha sido aplicada por críticos de música pop y seguidores a la producción creativa de artistas. Mientras su uso original implicó que una fase imperial era una ocurrencia única para un artista, hoy se entiende que puede tener múltiples fases imperiales.
Por su significado, se dice que el término también puede ser aplicado a entidades no musicales, como estudios cinematográficos y a la carrera de un actor o deportista.
El crítico Tom Ewing describió tres criterios para definir la fase imperial de un artista: «comando, permiso, y autodeterminación». Define comando como la capacidad de un artista para empujar los límites de su medio de una manera que produce un cambio duradero, el permiso es la respuesta favorable e interés del público al trabajo del artista y la autodeterminación es el concepto de que la fase imperial define el resto de la carrera del artista; las obras futuras se compararán siempre con ella.

## Ejemplos

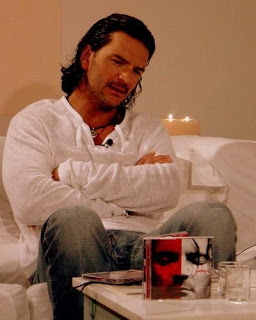
Ricardo Arjona logró tres fases imperiales en su carrera.

El grupo estadounidense de actores, Los Tres Chiflados, tuvieron su fase imperial en los años 1930. De igual modo sucedió con Walt Disney y su fase imperial en los dibujos animados, ganando el premio Óscar al mejor cortometraje animado de 1932 a 1939.
A fines de los años 1970 hubo una fase imperial del género Space opera, dominando el cine de ciencia ficción con películas como Star Wars y Moonraker.
En los años 1980 la cantante estadounidense Irene Cara tuvo su fase imperial desde los sencillos Fame de 1980 a Flashdance... What a Feeling de 1983 y un caso similar con los Guns N' Roses entre los álbumes Appetite for Destruction de 1987 y Use Your Illusion II de 1991.
Se considera que Diego Maradona tuvo su fase imperial entre los años 1985 y 1990, durante ese período ningún otro futbolista pudo alcanzar o comparar su máximo nivel futbolístico con el argentino. El estadounidense Michael Phelps hizo lo mismo con la natación entre los años 2008 y 2016, dominando los Juegos Olímpicos.

### Múltiples fases imperiales
El difícil fenómeno está supeditado a la capacidad del artista de reinventarse (comando), para lograr un nuevo permiso de la audiencia. Generalmente se da en el cine, con franquicias que estrenan una película luego de muchos años.
La carrera de Bob Dylan vio un renacimiento en el concierto de Live Aid (1985), dando inicio a su segunda fase imperial tras la de los años 1960. El mismo efecto tuvo el Live Aid con la carrera del británico Eric Clapton.
Ricardo Arjona alcanzó su primera fase imperial en 1994 con el disco Historias, reinando hasta 1998 con el álbum Sin daños a terceros. Logró una segunda fase imperial en 2005 con su trabajo Adentro y una tercera con el disco Viaje de 2014.